# Der lebendige Tote
Der lebendige Tote ist der Titel eines stummen Detektivdramas, das der österreichischer Schauspieler und Regisseur Leopold Bauer 1918 nach einem von ihm und Joe May verfassten Manuskript für die Berliner Mia May-Filmgesellschaft mbH. realisierte. Es war der VI. Teil aus der 3. Staffel der Joe-Deebs-Serie, in dem Max Landa den Detektiv spielte. An seiner Seite waren Eva May, Hans Mierendorff und Alfred Schäfer zu sehen. Der Film kam auch als Der lebendig Tote in den Verleih.

## Handlung
Mörder wird während einer spiritistischen Sitzung überführt.
(Inhaltsangabe aus GECD #28034)
A murder take place during a spiritist's session.
(Inhaltsangabe bei IMDb)
Eine ausführliche Jnhaltsbeschreibung enthält die Neue Kino Rundschau Nr. 67 vom 15. Juni 1918 auf S. 102.

## Produktionsnotizen
Die Produktion der Mia May Film GmbH wurde von Curt Courant photographiert, die Bauten erstellte Manfred Noa.
Produzent Joe May hatte auch die künstlerische Oberleitung.
Der Film lag im Januar 1918 der Zensurbehörde vor.
Die Polizei Berlin erließ unter der Prüfnummer 41437 ein Jugendverbot.
Die Polizei München gebot unter der Nrr. 26566, 26567, 26568, 26569, dass “Der lebendig Tote” nicht als Detektivfilm angekündigt werden darf.
Die Uraufführung fand am 19. April 1918 im Tauentzien-Palast zu Berlin statt.
Der Film “Der lebendig Tote” wurde auch in der Sowjetunion unter dem landessprachlichen Titel Сашиво погребённый (Sashiwo pogrebjonnj, dt.: 'Lebendig begraben') aufgeführt.
Der Film ist erwähnt in
- KIOJ 1913 [(?)]
- Neue Kino Rundschau Nr. 67, 1918
- Kinematograph Düsseldorf Nr. 590, 1918
- Der Film No. 17, 1918

und ist registriert bei
- Birett, Verzeichnis in Deutschland gelaufener Filme, (München) No. 251, 1918, (München) No. 423, 1918 und  (München) No. 557, 1918.
- Lamprecht Vol. 18 No. 343

Das Kinoplakat zu “Der lebendig Tote” gestaltete der Graphiker Paul Scheurich.

## Rezeption
Im Kinematograph Düsseldorf Nr. 590 vom April 1918 schrieb 'Argus' in der Rubrik "Neuheiten auf dem Berliner Filmmarkte" über die Premierenvorstellung:

„Vor brechend vollem Hause ging im „Tauentzien-Palast“ der neueste May-Film „Der lebendig Tote“ in Szene, ein
Detektivabenteuer des Joe Deebs. Der gewiegte Kriminalist hat hier einen Mörder zu überführen der sich für den für ihn Ermordeten ausgibt. Das gelingt ihm selbstverständlich, so kompliziert die Geschichte auch ist. Eine Häufung von Geschehnissen, eines immer gewagter und aufregender als das andere. Leopold Bauer hat das Ganze geschickt in Szene gesetzt und Max Lauda als  Deebs ist wie immer gut. Als Partner, das heisst als Gegner, war Herr Schäfer ein charakteristischer Darsteller einer brutalen Kraftnatur. Auch dieser Film erzielte einen vollen Erfolg.“

## Aufführungen
“Der lebendig Tote” lief auch in der Czechoslowakei. Das Kino Orania im mährischen Brünn / Brno, Bratislavská 32 zeigte ihn vom 6. bis 9. September 1918.
Die Walhalla-Lichtspiele in der Apfelstr. 12 in Magdeburg kündigten per Inserat in der Volksstimme Nr. 206 vom Freitag, den 3. September 1920 die Aufführung von “Der lebendig Tote, großes spannendes Detektiv-Drama, in der Hauptrolle Max Landa” ‘ab Freitag den 3. September’ zusammen mit “Dämon der Welt, 3.Teil: Das goldene Gift, mit Willy Kayser als Edgar Morton” an.
- Anmerkung: Die bei der Murnau-Stiftung mit 40 Minuten angegebene Spieldauer ist bei 24 BpS Tonfilmgeschwindigkeit gemessen.[7]

“Der lebendig(e) Tote” ist nicht zu verwechseln mit dem bereits 1917 entstandenen Film “Der lebende Tote” von Max Mack mit Maria Orska. Auch nicht mit dem Film “Der lebende Tote” von Robert Reinert mit Carl de Vogt und Carola Toelle von 1918 und erst recht nicht mit dem Gesellschaftsdrama “Die lebende Tote”, das Rudolf Biebrach 1919 mit Henny Porten, Paul Bildt und Ernst Dernburg gedreht hat.
Der Spiritismus war im 19. und zu Beginn des 20. Jahrhunderts eine weltweite Bewegung. Der Spiritismus jener Zeit ist unschwer zu erkennen als Versuch, sich der materialistischen Entzauberung der Welt zu widersetzen, die damals gerade stark voranschreitet. Bemerkenswert ist, dass er versucht, sich dabei derselben Mittel zu bedienen, die für ihre Entzauberung gesorgt haben: Aufklärung und Naturwissenschaft.